# Yaadein (1964)
Yaadein (Hindi: यादें, Urdu: یادیں, übersetzt: Erinnerungen) ist ein Bollywoodfilm aus dem Jahr 1964 mit Sunil Dutt als dem einzigen Hauptdarsteller.

## Handlung
Anil ist ein unbekümmerter junger und verheirateter Mann, der sich gern jeder Verantwortung entzieht. Seine Frau Priya hingegen scheint ein tugendhaftes Vorbild zu sein und nimmt das idiotische Verhalten ihres Mannes zunächst in Kauf. Trotzdem sind sie ein glücklich verheiratetes Ehepaar, bis Anil anfängt sich von der Ehe zurückzuziehen.
Es kommt zu einem Streit, und als es für Priya zu viel wird, verlässt sie mit den Kindern das Haus. Als Anil nach Hause kommt und er eine leere Wohnung auffindet, vermutet er nichts Schlimmes. Doch nachdem er um das Haus gelaufen ist, entdeckt er den Abschiedsbrief von Priya. Darin steht geschrieben, dass sie ihn für immer verlässt.
Anils anfängliche Reaktion ist Zorn, der allmählich in Hilflosigkeit übergeht. Erst jetzt entdeckt er wieder seine Liebe zu Priya. Mit den kleinen Objekten des Hauses kommen alte Erinnerungen in Anil hoch, und er begibt sich gedanklich auf eine Selbstentdeckungsreise: Er erinnert sich an ihr erstes Treffen, die darauffolgenden Treffen, ihre Hochzeit, ihr erstes Baby mit der anschließenden Feier, den täglichen Groll im Eheleben und zuletzt an sein Umherirren in der Ehe.
Seine Verzweiflung reicht schon so weit, dass Anil sich selbst verabscheut, und er zieht einen Selbstmord in Erwägung. Als er sich aufhängen will, kommt Priya im letzten Moment und hält ihn rechtzeitig vor seinem Vorhaben ab. Schließlich ist die Familie wieder vereint.

## Sonstiges
Yaadein ist Sunil Dutts Regiedebüt und ein Ein-Personen-Film. Die Schauspielerin Nargis – Dutts Ehefrau – ist lediglich in der letzten Szene bei Priyas Rückkehr als Silhouette zu sehen.

## Auszeichnungen
- Filmfare Award/Beste Kamera für S. Ramachandra (1966)
- Filmfare Award/Bester Ton für Essa M. Suratwala (1966)